# Paul Göhre
Paul Göhre, född 18 april 1864 i Wurzen, död 6 juni 1928 i Buchholz, var en tysk evangelisk präst och socialdemokratisk politiker.
Göhre ville verka för förbättrade sociala förhållanden först arbetarklassen inom den evangelisk-sociala rörelsen. Efterhand eftersträvade han ett allt radikalare program och utträdde 1901 ur kyrkan. År 1900 hade han inträtt i socialdemokratiska partiet och tillhörde som ledare härav riksdagen 1903–1918. Efter första världskriget, där Göhre deltog vid ryska fronten, var han 1919–1923 statssekreterare i preussiska statsministeriet. Mot slutet av sitt liv företrädde Göhre en odogmatisk religion, riktad till en egentligen okänd gud. Bland Göhres skrifter märks Drei Monate Fabriksarbeiter (1891, flera följande upplagor, svensk översättning samma år), Wie ein Pfarrer Sozialdemokrat wurde (1900, svensk översättning 1907 och 1908), och Der unbekannte Gott (1919).